# Йоасаф II Охридски
Вижте пояснителната страница за други личности с името Йоасаф.
Йоасаф II Охридски е православен духовник, охридски архиепископ от 1719 до 1745 г. Един от най-известнте прелати на XVIII век.

## Биография
Йоасаф е роден в процъфтяващия корчански влашки град Москополе (днес Воскопоя, Албания) в 1660 година в богатото семейство на Годос Иконому. Учи в Москополе литература, реторика и богословие. По-късно живее в Корча. В 1706 година е споменат като преспански епископ. На 4 юни 1709 година е избран за митрополит в Корча на синод в Бобощица.
Избран е на охридската катедра на 4 (или 6) февруари 1719 година, след свалянето и осъждането на скандалния му предшественик Филотей. Запазва управлението на Корчанска епархия като проедър до 1745 година. На 21 май 1740 година негов наместник в Корча става Герасим (или Григорий).
Интронизацията му е през февруари 1719 година в „Света София“ в Охрид. С продължителното си управление Йоасаф укрепва Охридската архиепископия и я извежда от състоянието на постоянни финансови затруднения и вътрешни междуособици, характерно за предходните десетилетия. Подарява собствената си къща на корчанската църква „Света Богородица“.
По повеля на Йоасаф печатницата в Москополе за първи път отпечатва „Аколотия“, служба, посветена на свети Седмочисленици. Там Седмочислениците са възвеличани като „спасение за българите“, „стълбове и равноапостолни пастири на България“. Празникът им е установен в деня на успението на свети Климент Охридски - 27 юли/8 август стар стил. В тази печатница е отпечатано и „Пространно житие на Климент Охридски“ с посвещение на архиепископ Йоасаф. Празникът на свети Наум Охридски (на 20 юни) е въведен сравнително късно и се установява в календара от Охридската архиепископия през 1720 година, също по време на архиепископ Йоасаф.
В 1730 – 1735 година построява на хълма Дебой архиепископска палата, възхвялавана от изворите като „великолепна сграда“. Палатата изгаря при пожар на 19 юли 1862 година.
В края на 1745 година Йоасаф сам напуска архиепископската длъжност, поради преклонната си възраст. Умира в Охрид, където и е погребан.